# Leśniczówka (Szamocin)
Leśniczówka – część miasta Szamocin w Polsce położona w województwie wielkopolskim, w powiecie chodzieskim, w gminie Szamocin.
W latach 1975–1998 miejscowość administracyjnie należała do województwa pilskiego.
W Leśniczówce urodził się Adam Sławiński – kompozytor i krytyk muzyczny.